# کریس هریسون
کریستوفر برایان هریسون (به انگلیسی: Christopher Bryan Harrison) متولد 26 ژوئیه 1971  یک مجری تلویزیونی در ایالات متحده است که از سال ۲۰۰۲ به دلیل نقش وی به عنوان مجری یک برنامه  تلویزیونی واقع نما بنام  ABC بچلر  شناخته می شود. 

## سنین جوانی و تحصیل
هریسون در دالاس تگزاس به دنیا آمد.او در سال ۱۹۸۹ از دبیرستان لیک هایلندز فارغ التحصیل و وارد دانشگاه اکلاهاما سیتی شد.

## حرفه
از سال ۱۹۹۳ الی ۱۹۹۹ به عنوان یک گزارشگر ورزشی در شبکه CBS شهر اکلاهاما فعالیت کرد، او همچنین مدت کوتاهی در شبکه TVG فعالیت کرده است که یک شبکه مربوط به مسابقات اسب دوانی است.
در سال ۲۰۰۲،  هریسون به عنوان بازیگر مهمان، در قسمت "پینگ ، پینگ ا سانگ " برنامه سابرینا جادوگر نوجوان که یک برنامه موسیقی است، شرکت کرد. در ۲۳ نوامبر ۲۰۰۸، هریسون قبل از شروع نمایش جوایز موسیقی آمریکا در شبکه ABC و به طور زنده مجری بخش پیش نمایش بود. میهمانان اصلی وی در این برنامه داور  نمایش رقص با ستارگان ( Dancing with the Stars ) کری آن اینابا و  پوسی کت دالز  بودند. 
در آوریل ۲۰۱۵، دیزنی-ABC اعلام کرد که هریسون برای فصل ۲۰۱۵ الی ۲۰۱۶ جایگزین جدید تری کروس به عنوان مجری برنامه "چه کسی می خواهد میلیونر شود؟"  می شود.  شبکه GSN پخش مجدد این نمایش را در  ۱۸ دسامبر سال ۲۰۱۷ شروع کرد و این اتفاق بیانگر  بازگشت او به شبکه های تلویزیونی از زمان کنسل شدن یرنامه  Mall Master بود. هریسون در حال حاضر مجری برنامه های  ABC The Bachelor ، Bachelorette و Bachelor in Paradise  است.

## زندگی شخصی
او در کالج با گوئن هریسون ازدواج کرد.  آنها دو فرزند با نام های جوشوا و تیلور دارند. در ماه مه ۲۰۱۲، او پس از  ۱۸ سال زندگی مشترک با همسرش، اعلام كرد كه به ازدواج خود پایان می دهد. از سال ۲۰۱۸، تأیید شد که هریسون با لورن زیما، گزارشگر و روزنامه نگار رابطه جدیدی شروع کرده است. 

## لینک های خارجی
- پروفایل ABC
- کریس هریسون در بانک اطلاعات اینترنتی فیلم‌ها (IMDb)

| مناصب رسانه‌ای       | مناصب رسانه‌ای                                              | مناصب رسانه‌ای      |
| ------------------- | ---------------------------------------------------------- | ------------------ |
| پیشین: Tom Bergeron | Host of Miss America 2005                                  | پسین: James Denton |
| پیشین: Mario Lopez  | Hosts of Miss America with Brooke Burke 2011-2013 and 2016 | پسین: Incumbent    |
| پیشین: Brooke Burke | Hosts of Miss America with Lara Spencer 2014-2015          | پسین: Incumbent    |
| پیشین: Terry Crews  | Hosts of Who Wants to Be a Millionaire 2015-2019           | پسین: Jimmy Kimmel |